# 1955 w Wojsku Polskim
Kalendarium Wojska Polskiego 1955 – wydarzenia w Wojsku Polskim w roku 1955.

## 1955
- wojska inżynieryjno-saperskie unieszkodliwiły 11 tys. min i ponad 3 min. różnych niewybuchów, przekazując równocześnie do użytku 1400 ha oczyszczonej ziemi ornej oraz 10 tys. ha łąk.

## Styczeń
1 stycznia
- w Wojsku Polskim pełniło służbę 154 radzieckich doradców wojskowych[1]

14 stycznia
- Centralny Instytut Badań Lotniczo-Lekarskich w Warszawie przemianowano na Wojskowy Instytut Naukowo-Badawczy i Doświadczalny Medycyny Lotniczej[2][3] → Wojskowy Instytut Medycyny Lotniczej

## Luty
18 lutego
- uchwała Rady Państwa podjęła uchwałę w sprawie zakończenia stanu wojny między Polską Rzecząpospolitą Ludową a Niemcami[4] → Polityka zagraniczna Polski

26 lutego
- uchwała nr 170/55 Prezydium Rządu w sprawie akcji osiedleńczej w 1955 roku. W wykonaniu uchwały minister obrony narodowej wydał zarządzenie Nr 40/MON, w którym i określił sposób przeprowadzenia akcji w wojsku[5]

28 lutego
- weszła w życie uchwała Prezydium Rządu w sprawie przyznania tytułu technika absolwentom oficerskich szkół wojskowych o kierunku technicznym o dwuletnim i dłuższym okresie szkolenia[6]

## Marzec
2–3 marca
- w sali Teatru Domu Wojska Polskiego w Warszawie toczyły się obrady pierwszego ogólnopolskiego zlotu żon oficerów i podoficerów nadterminowych – aktywistek pracy społecznej w wojsku[5]

3 marca
- na stanowisko dowódcy Marynarki Wojennej powołany został komandor Zdzisław Studziński[5]

## Kwiecień
3 kwietnia
- Minister Obrony Narodowej wcielił w skład Marynarki Wojennej okręt obrony przeciwlotniczej ORP „Burza”, jako okręt II rangi z numerem burtowym „N-52”[5]

4 kwietnia
- do służby wszedł kuter trałowy projektu 151 - „TR-41”

13 kwietnia
- rozkazem nr 8 ministra obrony narodowej Oficerska Szkoła Lotnicza nr 4 otrzymała nazwę Oficerska Szkoła Lotnicza im. Janka Krasickiego. Uchwałą Rady Państwa szkoła została odznaczona Orderem Sztandaru Pracy II klasy[5]
- rozkazem nr 9 ministra obrony narodowej Techniczna Oficerska Szkoła Wojsk Lotniczych otrzymała imię generała Walerego Wróblewskiego. Uchwałą Rady Państwa szkoła została odznaczona Orderem Sztandaru Pracy II klasy[5][7]

## Maj
- Od października 1946 roku wpłynęło na fundusz budowy Domu Wojska Polskiego z tytułu składek zadeklarowanych przez oficerów i podoficerów Wojska Polskiego 28 110 701 zł oraz suma 97 350 zł z wylosowanych obligacji Narodowej Pożyczki Rozwoju Sił Polski. Na skutek zmiany lokalizacji i samej koncepcji budowy Domu Wojska Polskiego część tej kwoty została faktycznie zużytkowana na odbudowę Warszawy[5]

10 maja
- Minister Obrony Narodowej wydał zarządzenie Nr 25/MON w sprawie zasięgu terytorialnego wojskowych komend rejonowych, który został dostosowany do zmian jakie zaszły jesienią 1954 w podziale administracyjnym kraju[8]

12 maja
- 5 Dywizja Lotnictwa Myśliwskiego OPL otrzymała pierwszą partię samolotów myśliwskich MiG-17PF[9]

14 maja
- w Warszawie został podpisany Układ o przyjaźni, współpracy i pomocy wzajemnej między Ludową Republiką Albanii, Ludową Republiką Bułgarii, Węgierską Republiką Ludową, Niemiecką Republiką Demokratyczną, Polską Rzeczpospolitą Ludową, Rumuńską Republiką Ludową, Związkiem Socjalistycznych Republik Radzieckich i Republiką Czechosłowacką; art 5 brzmiał „Układające się strony porozumiały się w sprawie utworzenia Zjednoczonego Dowództwa tych swoich sił zbrojnych, które zostaną wydzielone, zgodnie z porozumieniem między Układającymi się Stronami, do dyspozycji tego Dowództwa, działającego na podstawie wspólnie ustalonych zasad (...)”[10][11][2][12] → Układ Warszawski

27 maja
- podniesiono bandery na okrętach wydzierżawionych od ZSRR:

dwóch małych okrętach podwodnych projektu 96: ORP „Kujawiak” i ORP „Kurp”
czterech dużych ścigaczach okrętów podwodnych projektu 122bis: OORP „Czujny”, „Nieugięty”, „Zawzięty” i „Zwrotny”

## Czerwiec
4 czerwca
- wszedł w życie Układ Warszawski[14]

11 czerwca
- Uchwała nr 439/55 Rada Ministrów podjęła uchwałę Nr 439/55 w sprawie przekształcenia Oficerskiej Szkoły Marynarki Wojennej w Wyższą Szkołę Marynarki Wojennej na prawach akademii wojskowej[5] → Akademia Marynarki Wojennej

26 czerwca
- w Gdyni i w Szczecinie z okazji Dni Morza odbyły się defilady jednostek marynarki wojennej[5]

## Lipiec
1 lipca
- na lotnisku Warszawa-Babice została sformowana 21 Eskadra Lotnictwa Myśliwskiego

1–4 lipca
- w Gdyni przebywał z wizytą krążownik brytyjskiej marynarki wojennej HMS „Glasgow”, jako pierwszy zachodni okręt po wojnie[5]

3 lipca
- rozkazem Nr 37/Org. Ministra Obrony Narodowej Techniczna Szkoła Lotnicza została podzielona na Techniczną Oficerska Szkołę Wojsk Lotniczych im. gen. Walerego Wróblewskiego w Oleśnicy oraz Techniczną Szkołę Wojsk Lotniczych w Zamościu[2][7]

23–25 lipca
- wizyta ORP „Błyskawica” we Flocie Bałtyckiej ZSRR w Bałtyjsku[5]

## Sierpień
- rozformowano Oficerską Szkołę Piechoty Nr 2 w Jeleniej Górze[13]

11 sierpnia
- wszedł w życie dekret z dnia 13 lipca 1955 o zmianie ustawy z dnia 4 lutego 1950 o powszechnym obowiązku wojskowym, na podstawie którego czas trwania zasadniczej służby wojskowej w wojskach obrony przeciwlotniczej został wydłużony z dwóch do trzech lat[15]; w wykonaniu ustawy Minister Obrony Narodowej w dniu 29 sierpnia 1955 wydał zarządzenie Nr 51/MON[2]

23 sierpnia
- rozkazem Nr 31 Ministra Obrony Narodowej, Oficerska Szkoła Samochodowa w Pile otrzymała imię generała brygady Aleksandra Waszkiewicza[5]

29 sierpnia
- Minister Obrony Narodowej wydał rozkaz Nr 0046/Org. w sprawie reorganizacji: 4, 5, 12 i 14 Dywizji Piechoty

## Wrzesień
3 września
- Rada Ministrów podjęła uchwałę w sprawie zmniejszenia stanu liczebnego WP o 48 480 stanowisk etatowych; faktycznie stany osobowe zostały zmniejszone o 30 104 żołnierzy[16][13]

8 września

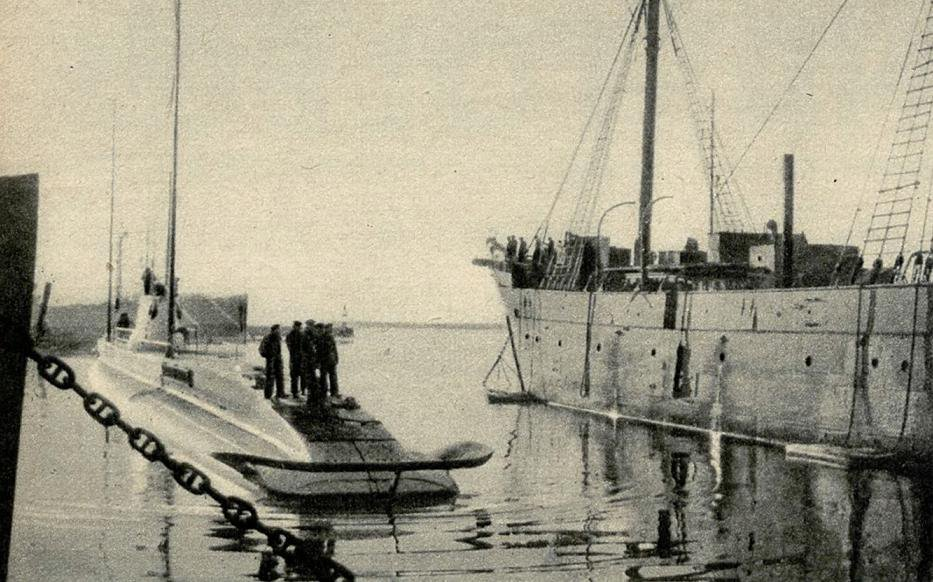
ORP „Żbik” obok żaglowca „Lwów”

- opuszczenie bandery na okręcie podwodnym ORP „Ryś”

9 września
- opuszczenie bandery na okręcie podwodnym ORP „Żbik”

15 września
- Minister Obrony Narodowej wydał rozkaz Nr 0052/Org. w sprawie rozformowania, w terminie do 20 grudnia 1955, następujących związków taktycznych: 22 i 23 Brygady Artylerii Przeciwpancernej, 17 i 26 Brygady Artylerii Haubic oraz 30 i 30 Brygady Artylerii Haubic Ciężkich

19 września
- Minister Obrony Narodowej wydał rozkazy w sprawie reorganizacji (przeformowania), w terminie do 20 grudnia 1955:

rozkaz Nr 0055/Org. w sprawie reorganizacji: 18 i 21 Dywizji Piechoty
rozkaz Nr 0057/Org. w sprawie reorganizacji 15 Dywizji Zmechanizowanej i przeformowania 1 Dywizji Piechoty w 1 Dywizję Zmechanizowaną
rozkaz Nr 0058/Org. w sprawie przeformowania: 10, 16, 19 i 20 Dywizji Zmechanizowanej w 10, 16, 19 i 20 Dywizję Pancerną
21 września
- Minister Obrony Narodowej wydał rozkaz Nr 0059/Org. w sprawie rozformowania, w terminie do 20 grudnia 1955, następujących związków taktycznych: 12 Korpusu Armijnego oraz 22, 27 i 29 Dywizji Piechoty[17]

## Październik
10 października
- weszła w życie, z mocą od dnia 3 września 1955, uchwała nr 782 Prezydium Rządu z dnia 1 października 1955 w sprawie zatrudnienia oficerów zawodowych zwolnionych ze służby wojskowej i ich materialnego zaopatrzenia; uchwała została podjęta „w związku ze zmniejszeniem liczebności Sił Zbrojnych PRL i zwalnianiem oficerów zawodowych z szeregów Wojska Polskiego”, a jej celem było „zapewnienie zwalnianym ze służby oficerom uzyskania odpowiedniej pracy i włączenia ich do realizaji zadań gospodarczych”; Prezydium Rządu zobowiązało prezydia wojewódzkich, powiatowych i miejskich rad narodowych do „zapewnienia zwolnionym ze służby wojskowej oficerom zawodowym odpowiadającej ich kwalifikacjom, wykształceniu i stanowi zdrowia pracy w przedsiębiorstwach państwowych, zakładach przemysłowych lub w rolnictwie albo instytucjach państwowych i innych uspołecznionych zakładach pracy”; uchwała miała również zastosowanie do podoficerów nadterminowych oraz oficerów i podoficerów wojsk wewnętrznych[18]

29 października
- zakończono rozminowanie terenu byłej Kwatery Głównej Adolfa Hitlera w lesie gierłoskim[5] → Wilczy Szaniec

## Grudzień
1 grudnia
- wszedł w życie dekret z dnia 5 października 1955 o odpowiedzialności materialnej żołnierzy za szkody wyrządzone jednostce wojskowej[19]

6 grudnia
- generał brygady Ostap Steca przestał czasowo pełnić obowiązki dowódcy Śląskiego Okręgu Wojskowego

17 grudnia
- rozwiązano Powszechną Organizację „Służba Polsce”[5]

31 grudnia
- wszedł w życie dekret z dnia 9 listopada 1955 o znakach Sił Zbrojnych. W rozumieniu dekretu znakami Sił Zbrojnych były:

w wojskach lądowych, w wojskach obrony przeciwlotniczej obszaru kraju, w jednostkach nadbrzeżnych marynarki wojennej i w wojskach wewnętrznych – sztandar jednostki wojskowej
w wojskach lotniczych - sztandar jednostki wojskowej, flaga lotnictwa wojskowego i szachownica lotnicza
w marynarce wojennej - bandera wojenna, proporzec marynarki wojennej, bandera pomocniczych jednostek pływających
w jednostkach pływających wojsk ochrony pogranicza - bandera jednostek pływających wojsk ochrony pogranicza